# Municipio de Marion (condado de Livingston)
El municipio de Marion (en inglés: Marion Township) es un municipio ubicado en el condado de Livingston en el estado estadounidense de Míchigan. En el año 2010 tenía una población de 9996 habitantes y una densidad poblacional de 107,72 personas por km².

## Geografía
El municipio de Marion se encuentra ubicado en las coordenadas 42°33′12″N 83°58′22″O / 42.55333, -83.97278. Según la Oficina del Censo de los Estados Unidos, el municipio tiene una superficie total de 92.8 km², de la cual 90.38 km² corresponden a tierra firme y (2.61%) 2.42 km² es agua.

## Demografía
Según el censo de 2010, había 9996 personas residiendo en el municipio de Marion. La densidad de población era de 107,72 hab./km². De los 9996 habitantes, el municipio de Marion estaba compuesto por el 97.3% blancos, el 0.12% eran afroamericanos, el 0.35% eran amerindios, el 0.75% eran asiáticos, el 0.03% eran isleños del Pacífico, el 0.29% eran de otras razas y el 1.16% pertenecían a dos o más razas. Del total de la población el 1.61% eran hispanos o latinos de cualquier raza.